# Leiarholmen (Fitjar)
Ne doit pas être confondu avec Leiarholmen.
Leiarholmen est une île dans le landskap Sunnhordland du comté de Vestland. Elle appartient administrativement à Fitjar.

## Géographie
Rocheuse et désertique à l'exception d'une légère végétation en son centre, à fleur d'eau, elle s'étend sur environ 249 m de longueur pour une largeur approximative de 155 m. 